# Ronde van Italië voor vrouwen 2012
De Ronde van Italië voor vrouwen 2012 (Italiaans: Giro Donne 2012) werd verreden van vrijdag 29 juni tot en met zaterdag 7 juli in Italië. Het was de 23e editie van de rittenkoers. De ronde telde negen etappes, inclusief een tijdrit langs het Colosseum in Rome op de tweede dag.
De ronde werd gewonnen door de Nederlandse titelverdedigster Marianne Vos. Zij won vijf van de negen etappes, inclusief de tijdrit. Vos reed op één etappe na alle dagen in het roze en won bovendien de gele puntentrui.

## Ploegen
| Nrs.  | Code | Ploeg                          |
| ----- | ---- | ------------------------------ |
| 1-8   | RBW  | Rabo Women                     |
| 11-18 | LNL  | AA Drink-leontien.nl           |
| 21-28 | LBL  | Lotto Belisol Ladies           |
| 31-38 | GEW  | Orica-AIS                      |
| 41-48 | RVL  | RusVelo                        |
| 51-58 | HPU  | Hitec Products-Mistral Home    |
| 61-68 | FHT  | Faren-Honda Team               |
| 71-78 | VAI  | Vaiano-Tepso                   |
| 81-88 | HNT  | Nederland (nationale selectie) |

| Nrs.    | Code | Ploeg                   |
| ------- | ---- | ----------------------- |
| 91-98   | MCG  | MCipollini-Giambenini   |
| 101-108 | DPZ  | Diadora-Pasta Zara      |
| 111-118 | BPK  | BePink                  |
| 121-128 | MIC  | S.C. Michela Fanini Rox |
| 131-138 | TOG  | Fassa Bortolo-Servetto  |
| 141-148 | GCV  | Verinlegno-Fabiani      |
| 151-158 | SLU  | Specialized-lululemon   |
| 161-168 | FCL  | Forno d'Asolo-Colavita  |

## Etappe-overzicht
| Etappe | Datum   | Start               | Finish                 | Afstand  | Winnaar          | klassementsleider |
| ------ | ------- | ------------------- | ---------------------- | -------- | ---------------- | ----------------- |
| 1e     | 29 juni | Napels              | Terracina              | 139,1 km | Marianne Vos     | Marianne Vos      |
| 2e     | 30 juni | Rome                | Rome                   | 7,2 km   | Marianne Vos     | Marianne Vos      |
| 3e     | 1 juli  | Vernio              | Castiglione dei Pepoli | 124 km   | Evelyn Stevens   | Evelyn Stevens    |
| 4e     | 2 juli  | Montecatini Terme   | Montecatini Terme      | 98 km    | Marianne Vos     | Marianne Vos      |
| 5e     | 3 juli  | Polesella           | Molinella              | 128 km   | Tiffany Cromwell | Marianne Vos      |
| 6e     | 4 juli  | Modena              | Salsomaggiore Terme    | 122,2 km | Shelley Olds     | Marianne Vos      |
| 7e     | 5 juli  | Salice Terme        | Castagnole delle Lanze | 129,1 km | Marianne Vos     | Marianne Vos      |
| 8e     | 6 juli  | Crugnola di Mornago | Lonate Pozzolo         | 116,2 km | Marianne Vos     | Marianne Vos      |
| 9e     | 7 juli  | Sarnico             | Bergamo                | 106,9 km | Emma Johansson   | Marianne Vos      |
| Totaal | Totaal  | Totaal              | Totaal                 | 976,3    |                  |                   |

## Etappe-uitslagen

### 1e etappe
| Vrijdag 29 juni: Napels - Terracina (139,1 km) |                  |                      |          |
| Plaats                                         | Naam             | Ploeg                | Tijd     |
| Winnaar                                        | Marianne Vos     | Rabo Women           | 3u48'31" |
| 2                                              | Shelley Olds     | AA Drink-leontien.nl | z.t.     |
| 3                                              | Giorgia Bronzini | Diadora-Pasta Zara   | z.t.     |

### 2e etappe (ITT)
| Zaterdag 30 juni: Rome - Rome (7,2 km) |              |                       |          |
| Plaats                                 | Naam         | Ploeg                 | Tijd     |
| Winnaar                                | Marianne Vos | Rabo Women            | 08'50"   |
| 2                                      | Clara Hughes | Specialized-lululemon | +00' 05" |
| 3                                      | Judith Arndt | Orica-AIS             | +00' 12" |

### 3e etappe
| Zondag 1 juli: Vernio - Castiglione dei Pepoli (124 km) |                  |                       |          |
| Plaats                                                  | Naam             | Ploeg                 | Tijd     |
| Winnaar                                                 | Evelyn Stevens   | Specialized-lululemon | 3u34'25" |
| 2                                                       | Fabiana Luperini | Faren Honda Team      | +00' 20" |
| 3                                                       | Emma Pooley      | AA Drink-leontien.nl  | z.t.     |

### 4e etappe
| Maandag 2 juli: Montecatini Terme - Montecatini Terme (98 km) |                 |                             |          |
| Plaats                                                        | Naam            | Ploeg                       | Tijd     |
| Winnaar                                                       | Marianne Vos    | Rabo Women                  | 3u14'28" |
| 2                                                             | Emma Johansson  | Hitec Products-Mistral Home | +01' 26" |
| 3                                                             | Tatiana Guderzo | MCipollini-Giambenini       | +01' 33" |

### 5e etappe
| Dinsdag 3 juli: Polesella - Molinella (128 km) |                      |                         |          |
| Plaats                                         | Naam                 | Ploeg                   | Tijd     |
| Winnaar                                        | Tiffany Cromwell     | Orica-AIS               | 3u07'52" |
| 2                                              | Giorgia Bronzini     | Diadora-Pasta Zara      | +08' 33" |
| 3                                              | Valentina Scandolara | S.C. Michela Fanini Rox | z.t.     |

### 6e etappe
| Woensdag 4 juli: Modena - Salsomaggiore Terme (122,2 km) |                  |                      |          |
| Plaats                                                   | Naam             | Ploeg                | Tijd     |
| Winnaar                                                  | Shelley Olds     | AA Drink-leontien.nl | 2u29'54" |
| 2                                                        | Marianne Vos     | Rabo Women           | z.t.     |
| 3                                                        | Giorgia Bronzini | Diadora-Pasta Zara   | z.t.     |

### 7e etappe
| Donderdag 5 juli: Salice Terme - Castagnole delle Lanze (129,1 km) |                  |                             |          |
| Plaats                                                             | Naam             | Ploeg                       | Tijd     |
| Winnaar                                                            | Marianne Vos     | Rabo Women                  | 3u17'44" |
| 2                                                                  | Emma Johansson   | Hitec Products-Mistral Home | z.t.     |
| 3                                                                  | Fabiana Luperini | Faren Honda Team            | z.t.     |

### 8e etappe
| Vrijdag 6 juli: Crugnola di Mornago - Lonate Pozzolo (116,2 km) |                |                       |          |
| Plaats                                                          | Naam           | Ploeg                 | Tijd     |
| Winnaar                                                         | Marianne Vos   | Rabo Women            | 2u45'43" |
| 2                                                               | Judith Arndt   | Orica-AIS             | z.t.     |
| 3                                                               | Evelyn Stevens | Specialized-lululemon | z.t.     |

### 9e etappe
| Zaterdag 7 juli: Sarnico - Bergamo (106,9 km) |                |                             |          |
| Plaats                                        | Naam           | Ploeg                       | Tijd     |
| Winnaar                                       | Emma Johansson | Hitec Products-Mistral Home | 2u44'38" |
| 2                                             | Marianne Vos   | Rabo Women                  | z.t.     |
| 3                                             | Emma Pooley    | AA Drink-leontien.nl        | +00' 02" |

## Eindklassementen
| Plaats    | Naam                 | Ploeg                       | Tijd      |
| --------- | -------------------- | --------------------------- | --------- |
| Roze trui | Marianne Vos         | Rabo Women                  | 24u50'43" |
| 2         | Emma Pooley          | AA Drink-leontien.nl        | +03' 27"  |
| 3         | Evelyn Stevens       | Specialized-lululemon       | +06' 32"  |
| 4         | Fabiana Luperini     | Faren Honda Team            | +07' 39"  |
| 5         | Emma Johansson       | Hitec Products-Mistral Home | +07' 50"  |
| 6         | Judith Arndt         | Orica-AIS                   | +08' 30"  |
| 7         | Tatiana Guderzo      | MCipollini-Giambenini       | +09' 00"  |
| 8         | Claudia Häusler      | Orica-AIS                   | +09' 13"  |
| 9         | Elisa Longo Borghini | Hitec Products-Mistral Home | +10' 07"  |
| 10        | Ashleigh Moolman     | Lotto Belisol Ladies        | +10' 12"  |

| Plaats    | Naam           | Ploeg                       | Punten |
| --------- | -------------- | --------------------------- | ------ |
| Gele trui | Marianne Vos   | Rabobank-Liv Woman          | 107    |
| 2         | Emma Johansson | Hitec Products-Mistral Home | 52     |
| 3         | Judith Arndt   | Orica-AIS                   | 48     |

| Plaats      | Naam           | Ploeg                 | Punten |
| ----------- | -------------- | --------------------- | ------ |
| Groene trui | Emma Pooley    | AA Drink-leontien.nl  | 43     |
| 2           | Evelyn Stevens | Specialized-lululemon | 21     |
| 3           | Marianne Vos   | Rabo Women            | 16     |

| Plaats     | Naam                 | Ploeg                       | Tijd      |
| ---------- | -------------------- | --------------------------- | --------- |
| Witte trui | Elisa Longo Borghini | Hitec Products-Mistral Home | 25u00'50" |
| 2          | Alena Amialiusik     | BePink                      | +05' 11"  |
| 3          | Rossella Ratto       | Verinlegno-Fabiani          | +13' 12"  |

| Plaats      | Naam                 | Ploeg                       | Tijd      |
| ----------- | -------------------- | --------------------------- | --------- |
| Blauwe trui | Fabiana Luperini     | Faren Honda Team            | 24u58'22" |
| 2           | Tatiana Guderzo      | MCipollini-Giambenini       | +01' 21"  |
| 3           | Elisa Longo Borghini | Hitec Products-Mistral Home | +02' 28"  |